# حصار مليلية (1774)
حصار مليلية سنة 1774 (9 ديسمبر 1774-19 مارس 1775) محاولة من جانب سلطنة المغرب المدعومة من بريطانيا لتحرير مليلية من الاحتلال الإسباني. اتجه محمد بن عبد الله، سلطان المغرب آنذاك،  صوب مليلية في ديسمبر 1774 مع جيش كبير من الجنود المغاربة الملكيين ومرتزقة من إيالة الجزائر. دافع عن المدينة حامية صغيرة قادها حاكم المدينة ذو الأصول  الأيرلندية دون خوان شيرلوك حتى رُفع الحصار من قبل أسطول الإغاثة في مارس 1775.

## المعركة
بوعد الإعانات البريطانية والمساعدات المادية للحرب ضد إسبانيا قام محمد بن عبد الله بتجميع جيش من 40.000 رجل ومدفعية قوية في عام 1774 وبدأ بقصف مليلية. قاومت القوات الإسبانية الهجوم على مدى 100 يوم، وخلال ذلك الوقت تم إلقاء حوالي 12000 قذيفة على المدينة. وبالمثل قاومت حامية صغيرة تحت فلورنسيو مورينو جيش السلطان في جزيرة قميرة.
في عام 1775 تم اعترضت البحرية الإسبانية المواد الحربية القادمة من إنجلترا التي كانت في طريقها إلى مليلية. في الوقت نفسه، هاجم أتراك الجزائر الحدود الشرقية للمغرب. شرع شرلوك في كسر الحصار، وهو وضع تفاقم بفعل انسحاب المرتزقة الجزائريين.فك سلطان المغرب الحصار على مليلية في مارس. لا تزال ذكرى نهاية الحصار باسم «سيدة النصر» نويسترا سنيورا دي لا فيكتوريا.
بمعاهدة آرنخويث عام 1780، اعترف المغرب بالحكم الإسباني لمليلية.